# Qurnet Murai

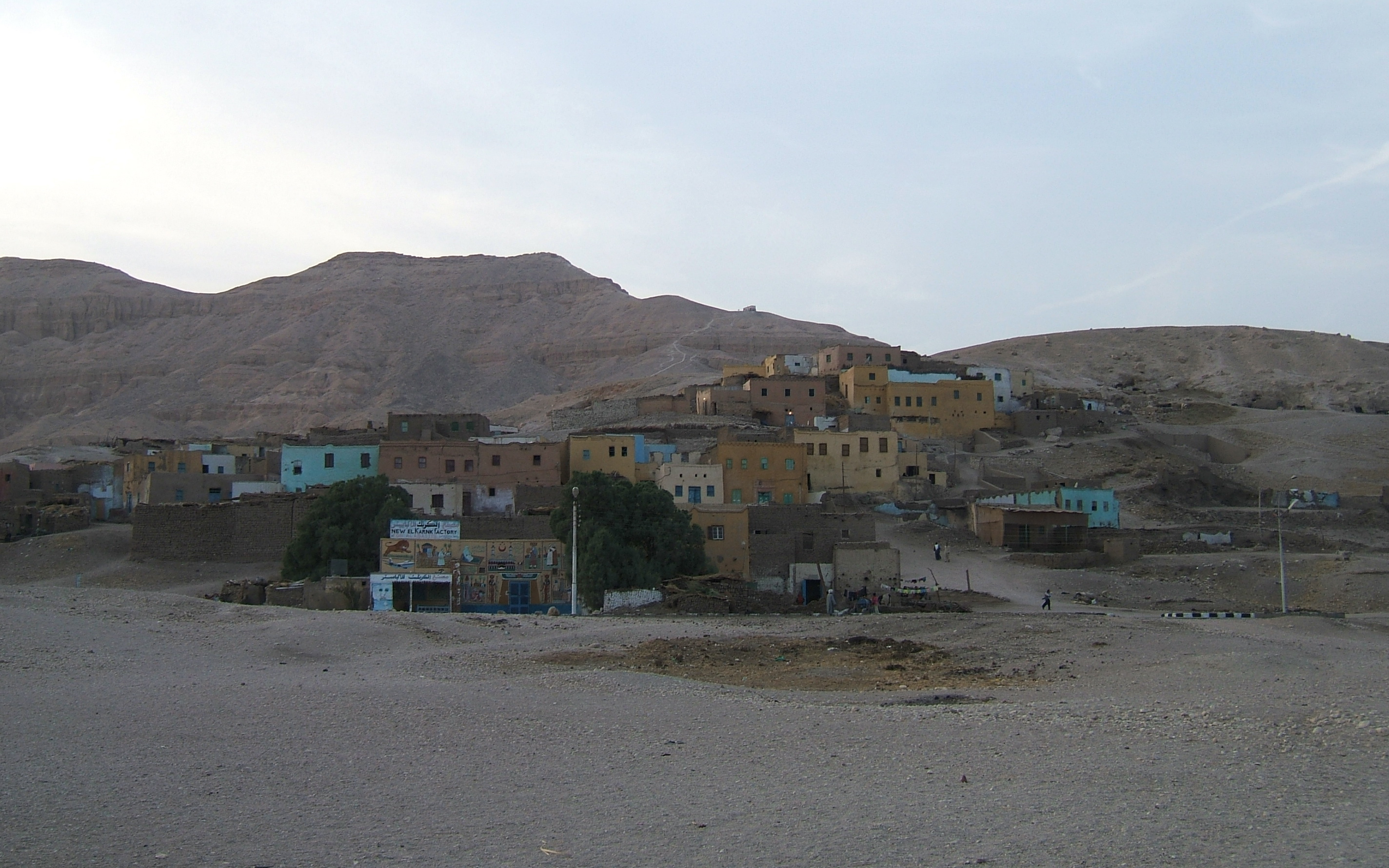
Construcciones cercanas a la necrópolis de Qurnet Murai.

La necrópolis de Qurnet Murai se encuentra en la ribera occidental del Nilo, en Tebas, Egipto, justo al sur de Sheikh Abd el-Qurna.
También fue utilizada como cementerio para los funcionarios de la administración del Imperio Nuevo en Tebas.

## Tumbas en Qurnet Murai
- TT40 - Amenhotep virrey de Kush durante el reinado de Tutankamón
- TT221 - Hormin, escribano de las tropas en el palacio del rey en el oeste de Tebas; durante el reinado de Ramsés III
- TT222 - Heqamaatranakht llamado Turó, sumo sacerdote de Montu, dinastía XX
- TT223 - Karakhamon, ka primer Período Tardío (?)- sacerdote
- TT235 - Userhet, sumo sacerdote de Montu, dinastía XX
- TT270 - Amenemwia, wab-sacerdote, sacerdote lector de Ptah-Sokar, dinastía XIX
- TT271 - No, escribano real, Temp. Aye.
- TT272 - Khaemopet Divino Padre de Amón en el oeste, lector-sacerdote del templo de Sokar, período ramésida (Dinastía XX)
- TT273 - Sayemiotf, escriba en la finca de su señor, Período ramésida
- TT274 - Amenwahsu, sumo sacerdote de Montu de Tod y de Tebas, sacerdote sem en el Ramesseum en la finca de Amón, en el tiempo de Ramsés II - Merenptah
- TT275 - Sebekmose, wab jefe-sacerdote, Padre Divino en el templo del rey Amenhotep III y Sokar, Período ramésida
- TT276 - Amenemopet, supervisor del tesoro de oro y plata, el juez, supervisor de la caja, temp. Tutmosis IV
- TT277 - Amenemonet, el padre divino del templo del rey Amenhotep III, XIX dinastía
- TT278 - Amenemheb, Pastor de Amón-Ra, periodo ramésida (dinastía XX)
- TT380 - Ankhefen-Ra-Horajty, jefe de Tebas, Período Ptolemaico
- TT381 - Amenemonet, Mensajero del Rey a todos los países, durante el reinado de Ramsés II
- TT382 - Usermontu , Primer Profeta Usermontu de Montu, durante el reinado  de Ramsés II
- TT383 - Merimose, virrey de Kush, durante el reinado de Amenhotep III